# Османица
Осма̀ница (на гръцки: Καλός Αγρός, Калос Агрос, до 1927 година Οσμανίτσα, Османица) е село в Република Гърция, разположено на територията на дем Драма в област Източна Македония и Тракия.

## География
Селото е разположено на 70 m надморска височина в Драмското поле на около 6 km южно от град Драма.

## История
Селото в края на XIX век е чифлик.
След Междусъюзническата война от 1913 година селото остава в пределите на Гърция. В преброяването от 1913 година не фигурира. След Първата световна война в селото са настанени гърци бежанци. В 1928 година Османица е представено като изцяло бежанско село с 266 бежански семейства и 1019 жители.
| Име            | Име             | Ново име       | Ново име       | Описание                |
| -------------- | --------------- | -------------- | -------------- | ----------------------- |
| Чалък          | Τσαλίκι         | Оризонес       | Ορυζώνες       | местност ЮЗ от Османица |
| Мезарцики      | Μεζαρτσίκι      | Агри           | ᾿Αγροί         | местност Ю от Османица  |
| Сари Каван     | Σαρὶ Καβὰν      | Китринохома    | Κιτρινόχωμα    | местност Ю от Османица  |
| Ангели Партаси | ᾿Αγγελῆ Παρτασὶ | Хорария Ангели | Χωράρια Αγγέλη | местност Ю от Османица  |

Населението се занимава с отглеждане на памук, жито, фуражни и други земеделски култури, както и с краварство.
| Година    | 1913 | 1920 | 1928 | 1940 | 1951 | 1961 | 1971 | 1981 | 1991 | 2001 | 2011 | 2021 |
| --------- | ---- | ---- | ---- | ---- | ---- | ---- | ---- | ---- | ---- | ---- | ---- | ---- |
| Население |      | 226  | 1074 | 1367 | 1509 | 915  |      | 1142 | 1060 | 1216 | 1178 | 838  |